# كودون بدء

كودون البدء (الدائرة الزرقاء) لجين الميتوكوندريا DNA MT-ATP6 البشري. لكل ثلاثي نيوكليوتيد (الأقواس المربعة) ، يتم إعطاء الحمض الأميني المقابل (رمز من حرف واحد) ؛ قراءتان ممكنة: في إطار القراءة +1 لـ MT-ATP8 (باللون الأحمر) أو في إطار القراءة +3 لـ MT-ATP6 (باللون الأزرق). في هذه المنطقة الجينومية يتداخل الجينان.

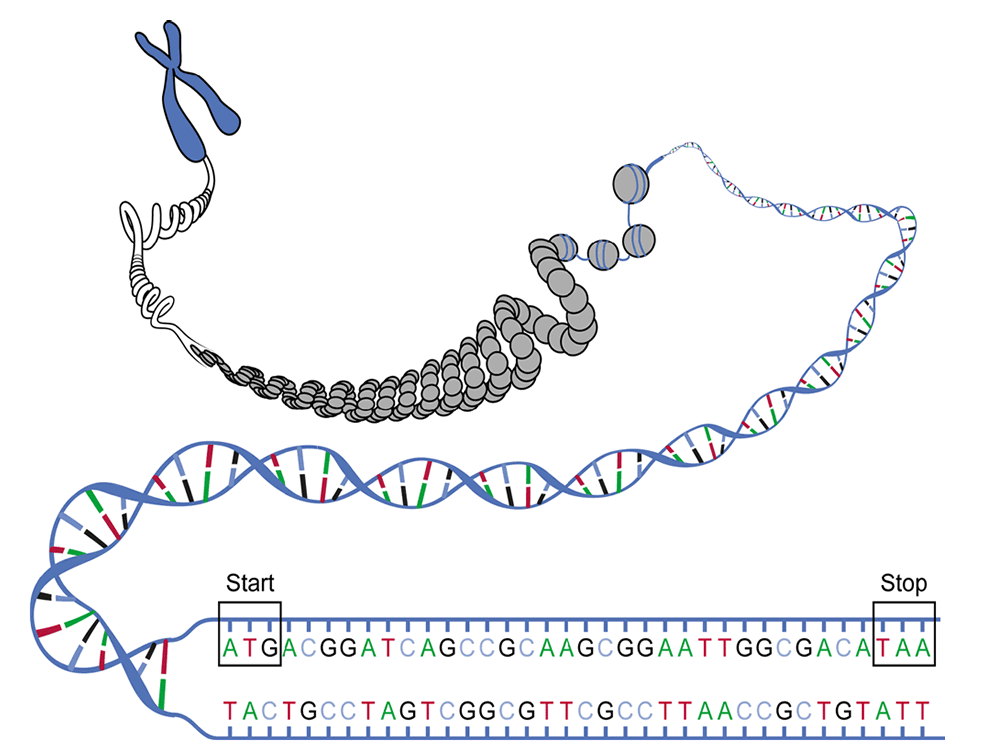

كودون بدء في علم الجينات (بالإنجليزية: Start codon)‏ هو الكودون الأول في قالب القراءة المفتوح
ORF على أحد الرنا المرسال. وهو يكون في العادة الثلاثية قواعد AUG في الرنا، الذي يشفر لتكوين الحمض الأميني «ميثيونين» Met في حقيقيات النوى وبالتالي هو الذي يشفر لتكوين ميثيونين المعدل N-Formylmethionin في بدائيات النوى. قبل كودون البدء توجد في العادة منطقة غير مترجمة (منطقة غير مترجمة 5').
في شفرة جينية تشفر ثلاثة من القواعد النتروجينية الخاصة لإنتاج بروتين معين. وفي العادة تكون هذه هي الثلاثة قواعد في التتابع المشفر على الرنا المرسال التي تترجم لأحد الاحماض الأمينية لبيبتيد (بروتين) معين بالقرب من AUG.
تلك الثلاثية تشفر للميثيونين ولذلك فهي تبدأ بسلسلة بوليببتيد لأحد البروتينات، إما بـمثيونين Met أو بالتالي بـ fMet كأول حمض أميني.

## أنواع كودون البدء
في حقيقيات النوى يكون كودون البدء في العادة الكودون AUG ... 
ولكن الكودون AUG لا يعمل فقط ككودون بدء  وإنما يشفر أيضا لإنتاج الحمض الأميني ميثيونين.
وفي بدائيات النوى يمكن أن تستخدم كودونات بدء أخرى إلى جانب AUG ؛ مثل GUG و UUG لتشفير أول فورميلميثيونين. فمثلا تستخدم الإشريكية القولونية الكودون AUG (بنسبة 77 %) و GUG [بنسبة 14 %) و UUG (بنسبة 8 %) وبعض كودونات أخرى أقل استخداما. من الأمثلة المعروفة لجينات لا تستخدم AUG ككودون بدء نجد (GUG) لإنتاج lacI و (UUG) لإنتاج lacA في مشغل اللكتوز للإشريكية القولونية.

## أقرأ أيضا
- ثلاثية قواعد
- منطقة غير مترجمة
- قالب قراءة مفتوح
- طفرة الحذف
- مشغل (أحياء)
- طفرة
- طفرة إطار التسطير
- منطقة مشفرة